# Maria Wiśniowiecka
Maria Wiśniowiecka z domu Pysik (ur. 2 sierpnia 1945 w Bytomiu, zm. 2 sierpnia 2017 w Ziemięcicach) – polska polityk, archiwistka, posłanka na Sejm IV kadencji.

## Życiorys
Ukończyła średnią szkołę zawodową. Krótko pracowała jako fryzjerka. Pełniła funkcję dyrektora zakładu usług archiwistycznych w Bytomiu, a następnie przeszła na emeryturę.
W 1993 wstąpiła do partii Przymierze Samoobrona (działającej następnie pod nazwą Samoobrona Rzeczpospolitej Polskiej). W wyborach w 2001 bez powodzenia kandydowała z jej listy do Sejmu w okręgu rybnickim (uzyskała 2087 głosów). W sierpniu 2003 zastąpiła w Sejmie zmarłego posła Józefa Stasiewskiego. Zasiadała w Komisji Mniejszości Narodowych i Etnicznych oraz w Komisji Polityki Społecznej i Rodziny.
W wyborach w 2005 nie została ponownie wybrana (otrzymała 1119 głosów). Następnie wystąpiła z Samoobrony RP. W wyborach samorządowych rok później bezskutecznie kandydowała do sejmiku śląskiego z ramienia komitetu „Konfederacja – Godność i Praca”, jednej z inicjatyw Adama Słomki.
W 2007 wstąpiła do Polskiego Stronnictwa Ludowego, w którym objęła funkcję wiceprezesa zarządu powiatowego w Gliwicach. W wyborach samorządowych w 2010 bez powodzenia kandydowała z listy tego ugrupowania na radną sejmiku wojewódzkiego.
Pochowana na cmentarzu parafialnym w Ziemięcicach.

## Życie prywatne
Córka Wiktora i Elżbiety. Była rodowitą Ślązaczką. Mieszkała w Ziemięcicach. Udzielała się jako wolontariuszka w Fundacji Pomocy Dzieciom „Nadzieja”, występowała w zespole ludowym „Wesołe Kumoszki”. Była mężatką, miała troje dzieci.